# Quintessence (Malicorne)
Quintessence è un album raccolta dei Malicorne, pubblicato dalla Hexagone Records nel 1977. 

## Tracce
Brani tradizionali (eccetto dove indicato), arrangiamento e adattamento: Malicorne
Lato A
1. Martin – 3:20 – Brano inedito
2. Branle de la haie – 2:05 – Tratto dall'album Almanach (1976)
3. Le Mariage anglais – 3:56 – Tratto dall'album Malicorne 2 (1975)
4. Landry – 4:01 – Tratto dall'album Malicorne (1974)
5. Couché tard, lève matin – 2:55 (Testo tradizionale, Gabriel Yacoub (musica), Malicorne (adattamento)) – Tratto dall'album Malicorne 4 (1977)
6. Bourrée – 2:20 – Tratto dall'album Malicorne (1974)

Lato B
1. J'ai vu le loup, le renard et la belette – 2:27 – Tratto dall'album Malicorne 2 (1975)
2. Dame lombarde – 3:04 – Tratto dall'album Malicorne (1974)
3. Les Tristes Noces – 7:42 – Tratto dall'album Almanach (1976)
4. Bacchu ber – 1:58 – Tratto dall'album Malicorne 4 (1977)
5. Marions les roses – 3:28 – Tratto dall'album Malicorne 2 (1975)

## Musicisti
- Gabriel Yacoub - chitarra acustica, chitarra elettrica, spinetta dei vosgi (zither), dulcimer, banjo, mandoloncello, spinetta dei vosgi, voce, arrangiamenti
- Marie Yacoub - dulcimer elettrico, dulcimer acustico, bouzouki, ghironda, spinetta dei vosgi, salterio, voce
- Hughes De Courson - chitarra elettrica, basso, cromorno, pianoforte, organo, sintetizzatore, glockenspiel, percussioni, tamburo, bodhrán, cornamusa galiziana, flauto dolce, tastiere, voce
- Laurent Vercambre - violino, violino elettrico, viola, viola d'amore, violoncello, bouzouki, salterio (bowed), harmonium, mandolino, organo, mélodéon, mandoloncello, tastiere, voce
- Olivier Zdrzalik - voce, basso elettrico, performer (elka), percussioni (solo nei brani: A5 e B4)